# Huokou
Huokou är en socken i sydöstra Kina. Den ligger i Luoyuan härad i provinshuvudstaden Fuzhou i provinsen Fujian, omkring 42 kilometer norr om centrala Fuzhou. Huokou  är en etnisk minoritetssocken för shefolket.